# 顯德王后
顯德王后 權氏（1418年—1441年），本貫安東，朝鮮王朝文宗李珦之王妃，端宗李弘暐之生母。

## 生平
權氏生於太宗十八年三月，世宗十三年〈1431年〉入宮為世子後宮承徽，後來晉升為良媛，曾因為懷孕受到當時的世子嬪奉氏的妒嫉恨。
奉氏被廢後，世宗十九年二月（1437年），權氏受封為世子嬪。由於行為舉止遵循禮法，因此深得世宗與昭憲王后的喜愛。
可惜她不長壽，在世宗二十三年七月二十三日生下元孫（端宗）後，隔日即病逝於東宮資善堂，年僅24歲，留下一子一女（敬惠公主）。世宗賜諡為「顯德嬪」，文宗即位後，追贈為「顯德王后」，端宗二年（1454年）加上尊號為「仁孝順惠顯德王后」。
世祖三年（1457年），議政府上奏稱顯德王后之母崔氏、弟弟權自愼都已經在前一年處決，再加上端宗被廢一事，請求追廢權氏為庶人，獲准；直到中宗年間才得以平反復位，移葬顯陵。